# Friedrich Albert von Schultze
Friedrich Albert Schultze seit 1874 Friedrich Albert von Schultze (* 10. Juni 1808 in Mainz; † 9. April 1875 in München) war ein deutscher Forstbeamter.

## Leben

### Familie
Friedrich Albert von Schultze war der Sohn des Ministerialrats Albert von Schultze und dessen Ehefrau Maria Anna Dorner, Baur Freifrau von Heppenstein (* 1788; † 1830).
Er war mit Marie Anna Margaretha (* 8. Juli 1810; † 15. November 1882 in München), Tochter von Friedrich Carl Baur Freiherr von Heppenstein (1782–1848) verheiratet; gemeinsam hatten sie fünf Kinder. Zu seinen Kindern gehörte unter anderem auch der spätere Architekt Max Schultze.
1874 war er in der Schönfeldstr. 11 in München gemeldet.

### Werdegang
Nachdem er 1825 das Gymnasium (heute: Gymnasium am Kaiserdom) und 1826 das Lyzeum in Speyer besucht hatte, immatrikulierte Friedrich Albert von Schultze sich Ostern 1826 zu einem Philosophiestudium an der Universität München und hörte neben den Forst-Fachvorträgen auch Vorlesungen über Rechts- und Kameralwissenschaften.
Nach Beendigung des Studiums wurde er am 26. Mai 1829 beim Forstamt Ebrach im Steigerwald in Oberfranken zur Ausbildung angestellt und setzte diese 1831 am Forstamt Frankenstein in der Pfalz fort und wurde noch im Herbst des gleichen Jahres zum Forstgehilfen in Kaiserslautern ernannt.
Nachdem er 1832 in München das Staatsexamen mit der Note 1 bestanden hatte, wurde er 1833 zum Forstamtsaktuar in Ebersberg in Oberbayern und 1834 zum Revierförster in Walchensee befördert. 1836 übernahm er das Gebirgsforstrevier in Egelharting im Forstamt Ebersberg, bevor er 1838 zum Forstkommissar bei der königlichen Kreisregierung von Oberbayern ernannt wurde. 1840 erfolgte seine Beförderung zum Forstmeister in Partenkirchen und 1847 zum Regierungs- und Forstrat bei der Kreisregierung von Schwaben in Augsburg.
1858 wurde er, auf sein Gesuch um eine Versetzung als Regierungs- und Forstrat, in den Regierungsbezirk Oberbayern nach München versetzt. Nachdem Joseph Nikolaus von Mantel verstorben war, rückte Friedrich Albert von Schultze als Ministerialrat zum obersten Leiter der Forstverwaltung Bayerns auf.

## Berufliches Wirken
Friedrich Albert von Schultze veranlasste den Anschluss Bayerns an den 1872 gegründeten Verein forstlicher Versuchsanstalten Deutschlands (heute: Deutscher Verband Forstlicher Forschungsanstalten) und die Berufung entsprechender Kräfte zur Leitung und Ausführung der Versuche.
Bis zu seinem plötzlichen Tod beschäftigten ihn die Vorarbeiten für ein Waldschutzgesetz, ein Forstrechtsablösungsgesetz, die Lösung der forstlichen Unterrichtsfrage, nachdem die Forstlehranstalt Aschaffenburg aufgehoben worden war und die Gründung forstlicher Lehrstühle an der Universität München.

## Ehrungen und Auszeichnungen
Nachdem Friedrich Albert von Schultze bereits 1854 eine Ordensauszeichnung erhalten hatte, wurde er 1874 durch die Verleihung des Civil-Verdienst-Orden der Bayerischen Krone in den persönlichen Adelstand erhoben.